# Gansbräu

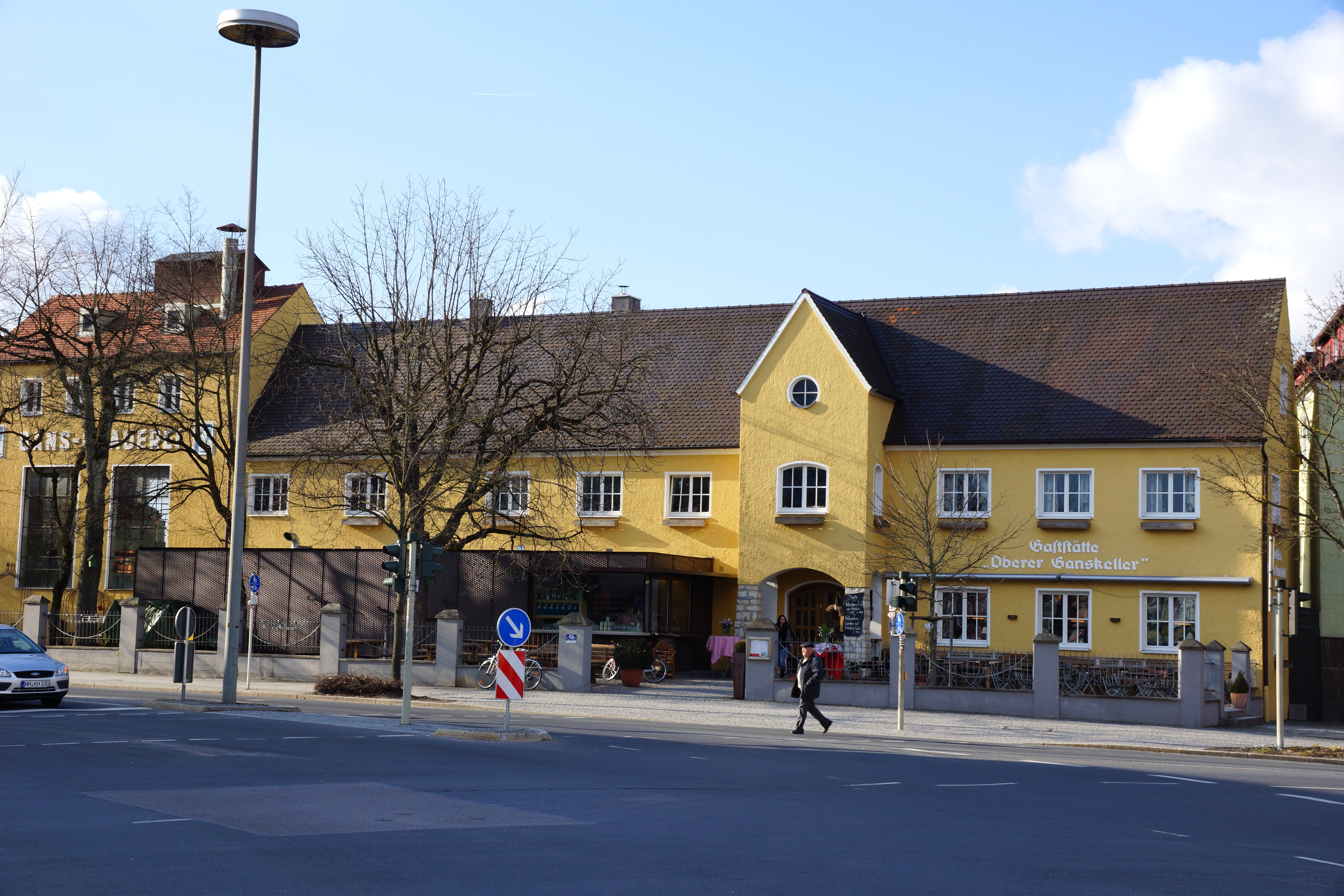
Die Gansbrauerei in Neumarkt

Der Gansbräu, teilweise auch Gansbrauerei, ist eine Bierbrauerei in Neumarkt in der Oberpfalz, Bayern. Sie ist seit 1866 im Besitz der Familie Ehrnsperger und wird heute von den Familien Oetzinger und Zinnhobel geführt, ihre Ursprünge können bis 1580 zurückverfolgt werden.
Die Brauerei hat ihren Sitz in der Ringstraße direkt an der Stadtmauer zwischen dem Pulverturm und dem ehemaligen Oberen Tor. Zur Brauerei gehören auch die Gaststätten Oberer Ganskeller am Oberen Tor, Mittlerer Ganskeller am Oberen Markt und Unterer Ganskeller am Unteren Tor. 

## Biersorten
Zu den Biersorten gehören Gansbräu-Hell, Gansbräu-Dunkel, Gansbräu-Pils, Gansbräu-Festbier und Gansbräu-Radler. Alle drei Jahre kommt das Festbier auf dem Jura-Volksfest und dem Frühlingsfest in Neumarkt zum Ausschank. Seit dem Stadtjubiläum „850 Jahre Neumarkt“ gibt es außerdem das Gansbräu Rotbier „Anno 1160“, das 2010 und 2012 die Silbermedaille beim European Beer Star gewonnen hat.